# Пуховский, Артём Вячеславович
	Артём Вячеславович Пуховский (16 апреля 2002, Краснодар, Россия) — российский борец вольного стиля. Мастер спорта России. Призёр чемпионата России.

## Спортивная карьера
Уроженец Краснодара, в 13 лет переехал в Сочи, где и начал заниматься борьбой. В августе 2019 года в подмосковном Раменском стал бронзовым призёром Спартакиады учащихся России. 13 сентября 2020 года в Наро-Фоминске, одолев в схватке за 3 место Вахита Галаева из Ингушетии, став бронзовым призёром юниорского первенства России. 18 октября 2020 года неудачно выступил на взрослом чемпионате России в Наро-Фоминске, где в 1/8 финала проиграл на туше Виталию Голоеву из Северной Осетии, покинув турнир. 3 декабря 2020 года на Первенстве России среди борцов до 23 лет, где в 1/8 финала проиграл на туше Сослану Хинчагову из Крыма, так как его соперник вышел в финал, на следующий получил возможность побороться в утешительных схватках, после победы над Денисом Седивесом из Тывы он стал бронзовым призёром. 12 марта 2021 года на чемпионате России в Улан-Удэ в квалификации одолел Батора Доржиева из Бурятии, на следующую схватку против Тамерлана Расуева из Чечни не вышел, завершив выступления. В октябре 2021 года стал победителем Всероссийских соревнований среди юниоров до 21 года памяти Бесика Кудухова в Краснодаре, где в финале он победил Магомеда Аличуева из Дагестана. 1 декабря 2021 года в Наро-Фоминске стал серебряным призёром абсолютного чемпионата России памяти Асланбека Дзгоева. 22 января 2022 года принял участие на Кубке памяти Ивана Ярыгина в Красноярске, где сначала одолел Казбека Хубулова из Северной Осетии, затем в 1/8 уступил Тамерлану Расуеву. 27 марта 2022 года в Каспийске, победив в финале Аслана Абакарова из Дагестана, стал победителем Первенства России среди юниоров. 19 мая 2022 года принимал участие на турнире «Иван Поддубный» в Москве, где в 1/8 проиграл Остапу Пасеноку из Кемеровской области. 28 сентября 2022 года в Ханты-Мансийске, потерпев поражение в финале от Абдуллы Курбанова из Краснодарского края, стал серебряным призёром первенства России среди борцов до 23 лет. 31 октября 2022 года ему было присвоено звание мастер спорта России. 6 ноября 2022 года во Владикавказе, победив в схватке за 3 место Эрика Джиоева из Красноярского края, стал победителем всероссийского турнира памяти Сослана Андиева. 10 марта 2023 года в Калининграде одержал победу на Всероссийском турнире среди борцов до 23 лет «Кубок Андрея Шумилина», в финале он одолел Дэвида Кабисова из Северной Осетии. 16 сентября 2023 года в Наро-Фоминске, потерпев поражение в финале от Хабиба Давудгаджиева из Дагестана, стал серебряным призёром Первенства России до 23 лет. 12 ноября 2023 года в Хасавюрте стал серебряным призёром Международного турнира памяти Шамиля Умаханова, где в финале он проиграл Зелимхану Хизриеву из Санкт-Петербурга. 27 января 2024 года в Красноярске на Кубке памяти Ивана Ярыгина в схватке за бронзовую медаль уступил китайцу Дэну Чживэю, заняв итоговое 5 место. 4 мая 2024 года в Подмосковье, победив в схватке за 3 место Сайд-Хасана Ахматова из Дагестана, завоевал бронзовую медаль чемпионата России.

## Спортивные результаты
- Абсолютный чемпионат России по борьбе 2021 — ;
- Чемпионат России по вольной борьбе 2024 — ;
- Международный турнир Гран-при Иван Ярыгин — 2 место